# W68
A ogiva W68 foi a ogiva usada no UGM-73 Poseidon, um míssil SLBM. Ela foi desenvolvida no final da década de 1960 no Lawrence Livermore National Laboratory.

## Especificações
A W68 pesava 367 libras. As dimensões da ogiva não publicamente conhecidas,  contudo o conteúdo máximo de um míssil Poseidon era de 14 ogivas baseado no diâmetro de 65 polegadas da carenagem de carga do Poseidon, o veículo de reentrada Mk 3 deve ser muito menor que os outros VRs dos E.U.A (que são na maior parte dimensionados em 22 polegadas (560 mm) de diâmetro e em 72 polegadas (1.800 mm) de comprimento).
A W86 tinha um rendimento de desenho estimado em 40-60 quilotons.

## Produção e implantação
Um total de 5 250 ogivas W68 foram produzidas, a ogiva nuclear mais produzida pelos E.U.A. A produção começou em junho de 1970 e acabou em junho de 1975. Cada míssil Poseidon poderiam carregar até 14 ogivas W68; no seu auge de implantação, os E.U.A tinham 41 submarinos carregados com 16 mísseis poseidons cada, para um total de 656 mísseis implantados, com uma densidade média de 10 ogivas por míssil.

### Segurança e serviço posterior
O envelhecimento do explosivo plástico LX-09 usado na W68

levou a decomposição do explosivo, separando o aglutinante do plastificante, que causou a deterioração dos detonadores. Isso exigiu que toda a produção fosse reconstruída ou remodelada com os explosivos LX-10 ou LX-10-1. Em novembro de 1978 até 1983; cerca de 2 000 unidades foram retiradas ao invés de serem reconstruídas. 
As 3 000 ogivas restantes estiveram em serviço até que as últimas unidades foram retiradas em 1991.